# ロシア料理

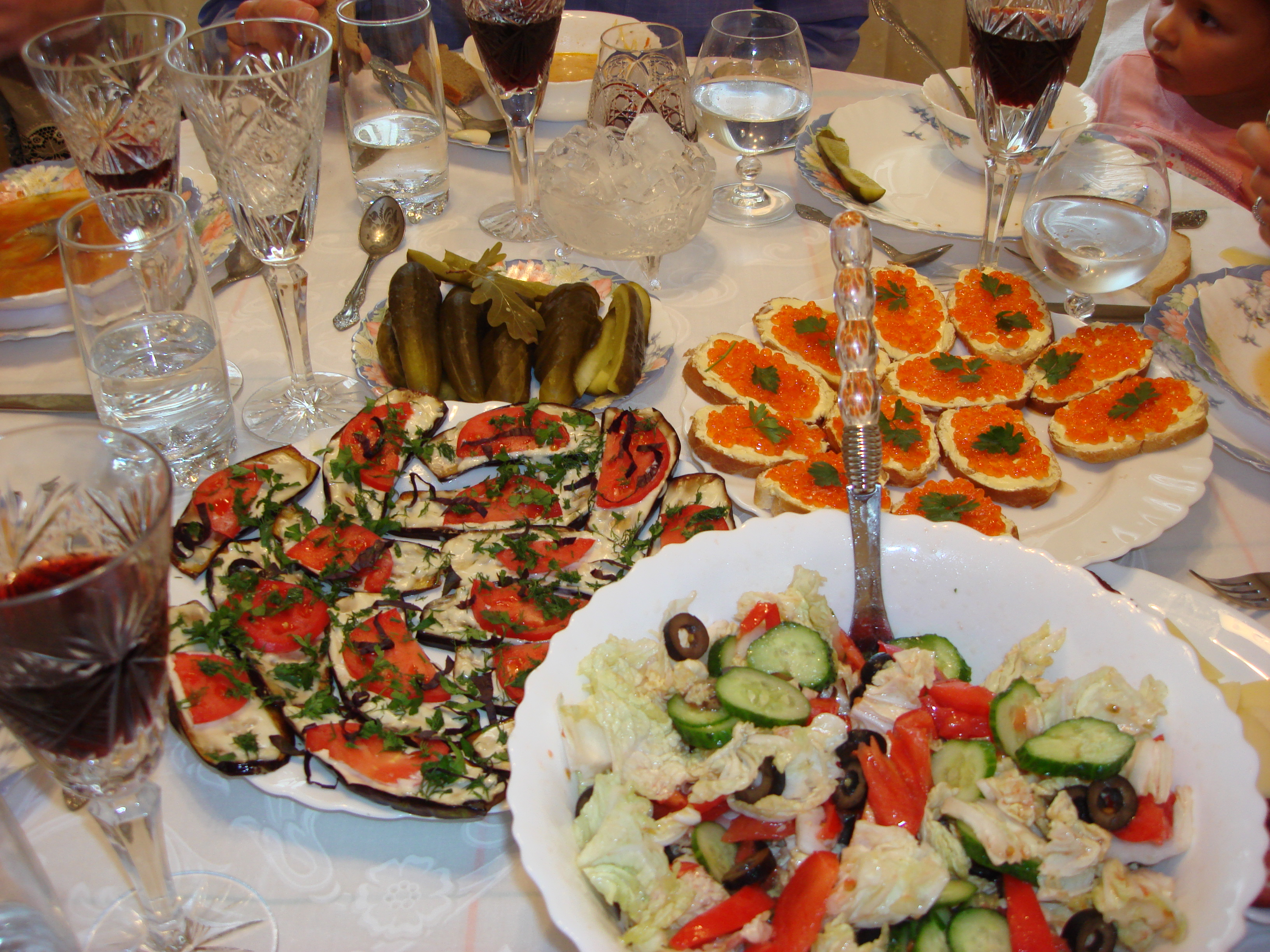
ザクースキ（オードブル）

ロシア料理（ロシアりょうり、ロシア語：Русская кухня）とは、ウラル山脈以西の伝統料理を元にして発達した、ロシアの伝統料理である。

## 概要
ロシア古来の農民料理は、ロシアの気候や風土や素朴な農民文化を反映し、全体としては保存食を多用した煮込み料理や炙り焼き料理、スープが多いが、今日のロシア料理は多面的な側面を持っている。ロシア料理が豊穣かつ多様な性格をもつのは、ロシアそのものが帝国として広範かつ多様な文化を包含してきたからである。
ロシア料理の基礎は、しばしば極めて厳しくなる気候風土に暮らす農村住民のあいだから生まれた、農民の料理である。それは豊富に手元にあった魚、家禽、野生の鳥獣の肉（ジビエ）、キノコ、ベリーや蜂蜜を組み合わせたものだった。またライ麦、小麦、大麦、キビ等の穀物は、パン、パンケーキ、粥、クワス、ビールそしてヴォトカの原材料を提供した。風味豊かなスープやシチューは、旬の、あるいは貯蔵可能な食材、魚、そして肉を中心としたものである。冬が長く厳しいため、様々な野菜のピクルスや果物のジャムなど多くの保存食料が作り出された。ロシアの伝統的なオーブンには焜炉が無かったため、調理法はロースト、パン、鍋にふたをしてオーブンで加熱した煮込み料理など、オーブンを使った焼き物が主であり、この全き土着料理は、20世紀に至ってもなお大多数のロシア人にとって主食であり続けた。
ロシアに信徒が多いロシア正教会では大斎の際に食事制限が存在するが、ヒマワリの種子は禁止リストになかったため、ロシアでは教会法と矛盾なく食用可能なヒマワリ種子を常食とする習慣が発達し、19世紀半ばにはロシアは食用ヒマワリ生産の先進国となった。またこの経緯からロシアではソ連時代からヒマワリを国花としている。また同様の理由からカトリックやプロテスタントに忌避されるイカやタコに抵抗がなく沿岸部で肴として食されている。

## 歴史

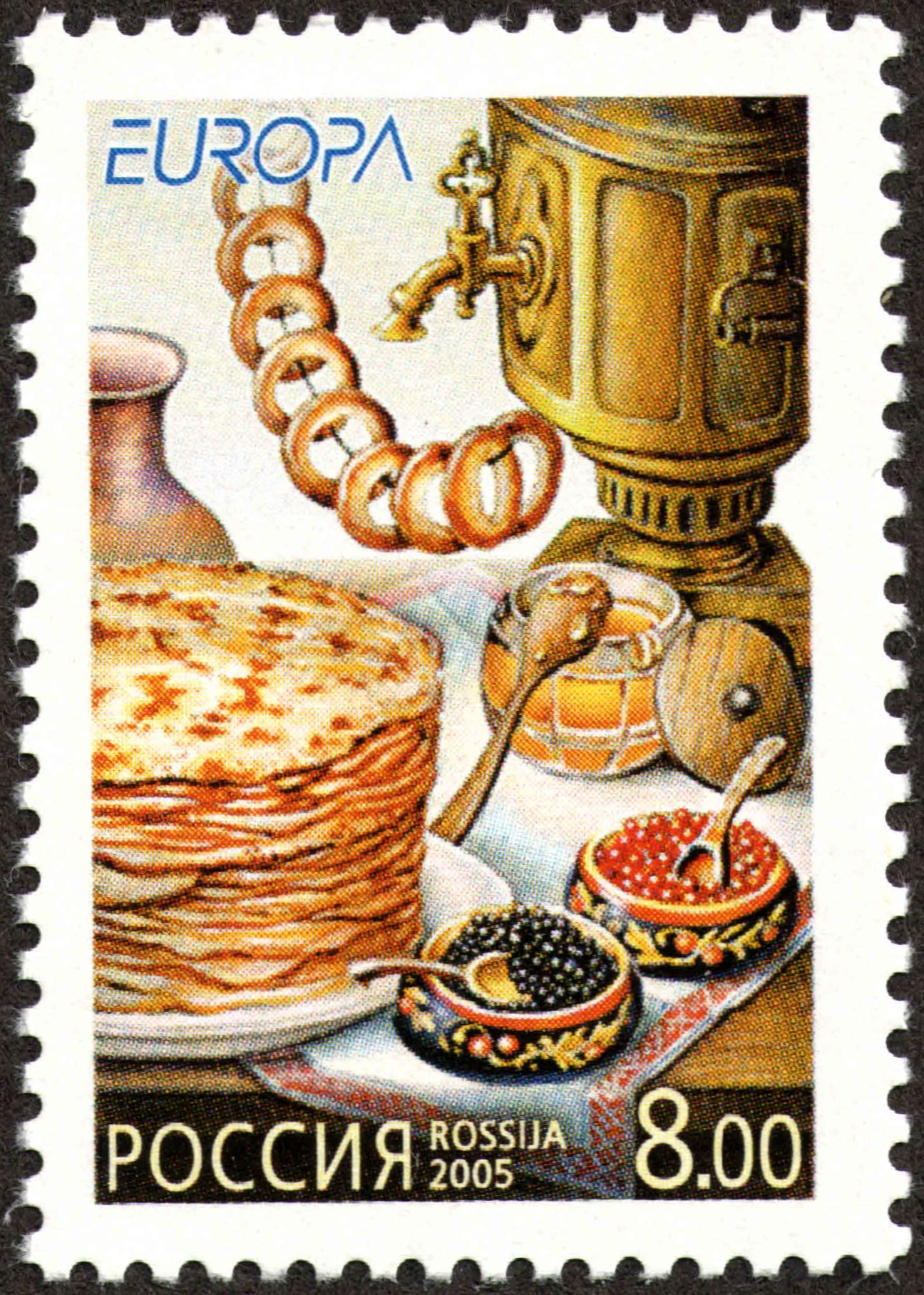
ガストロノミーを主題としたロシアの切手 (ヨーロッパ号、2005年発行)

16世紀から18世紀にわたるロシアの領土拡張による影響力と支配力の拡大は、より洗練された料理と調理技術をロシアへもたらした。燻製の肉や魚、ペーストリー料理、サラダや緑色野菜、チョコレート、アイスクリーム、ワインそして蒸留酒が外国から輸入されたのはこの時代を通じてだった。少なくとも都市貴族や地方の紳士階級にとってこうした状況は、伝統的なロシア料理とこれら新しい食材との創造的な統合へ向けた扉を開いた。結果として、極めて多様な調理技術や料理とそれらの組み合わせが生み出された。
エカチェリーナ2世の時代から有力者のほとんどは、美味で珍奇かつ独創的な料理を食卓へ給するため、海外の食材やカレームらフランス、オーストリア、ドイツ出身の料理人を家庭へと招き入れた。こうした傾向がもっとも顕著なのは、フランス料理に影響を受けたロシアの料理人により開発された刺激的で優美、そして高度に繊細、且つデカダン的なレパートリーにおいてである。このように、伝統的なロシア料理とみなされているものの中には、18世紀から19世紀におけるフランス系ロシア料理に由来するものが多い。たとえばビーフストロガノフやキエフ風コトレータ(チキンキエフ)などもそうした料理である。
なお、当時のフランス料理は多くの種類の料理を一度に供するスタイルだったのに比べ、ロシアでは寒冷地であったため、料理が冷めないよう順次に皿を供するスタイルが発達した。これがフランスに逆輸入され、現在のコース料理の形式が成立したとされる。

## 有名な料理

### スープ

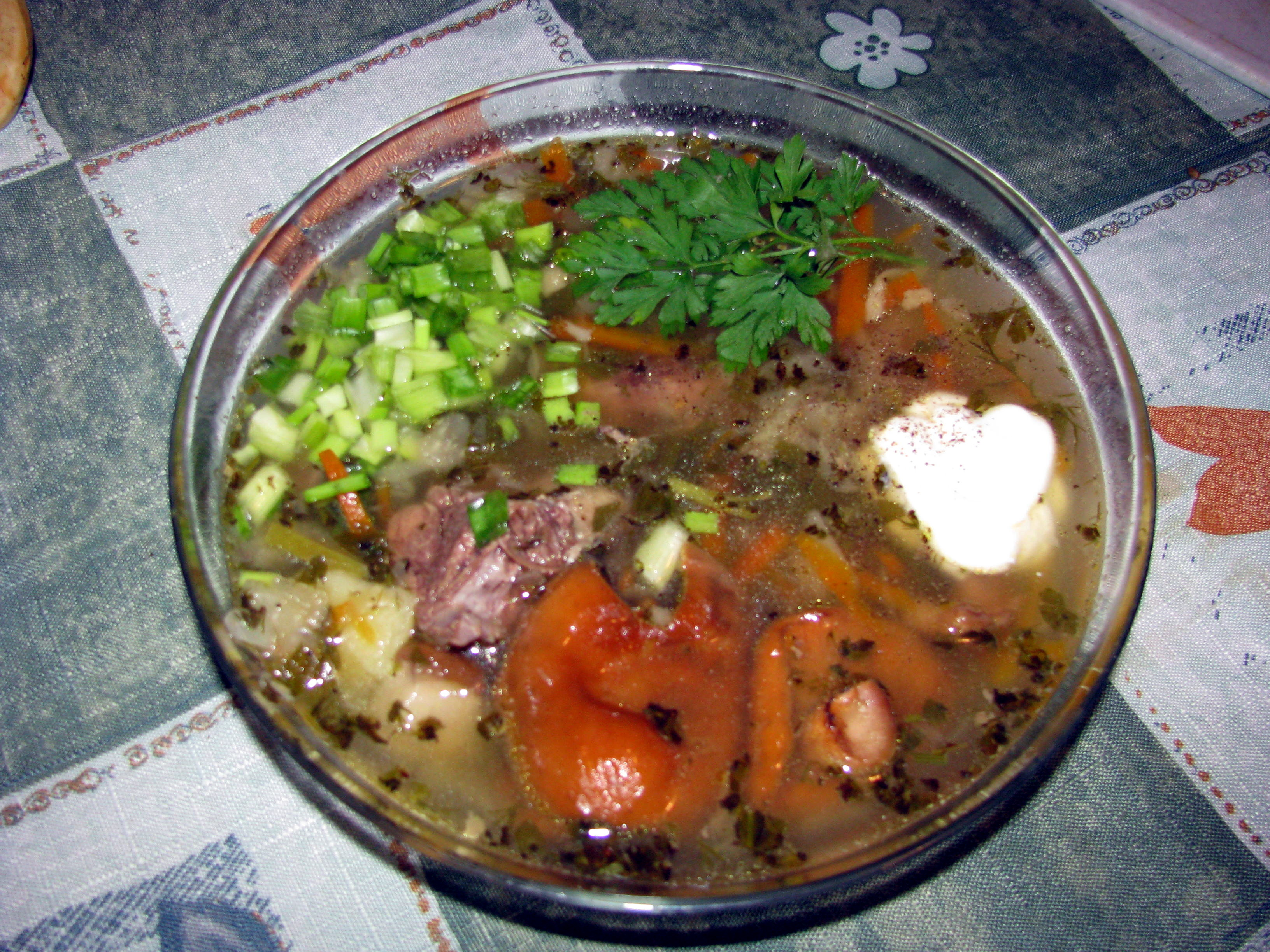
シチー

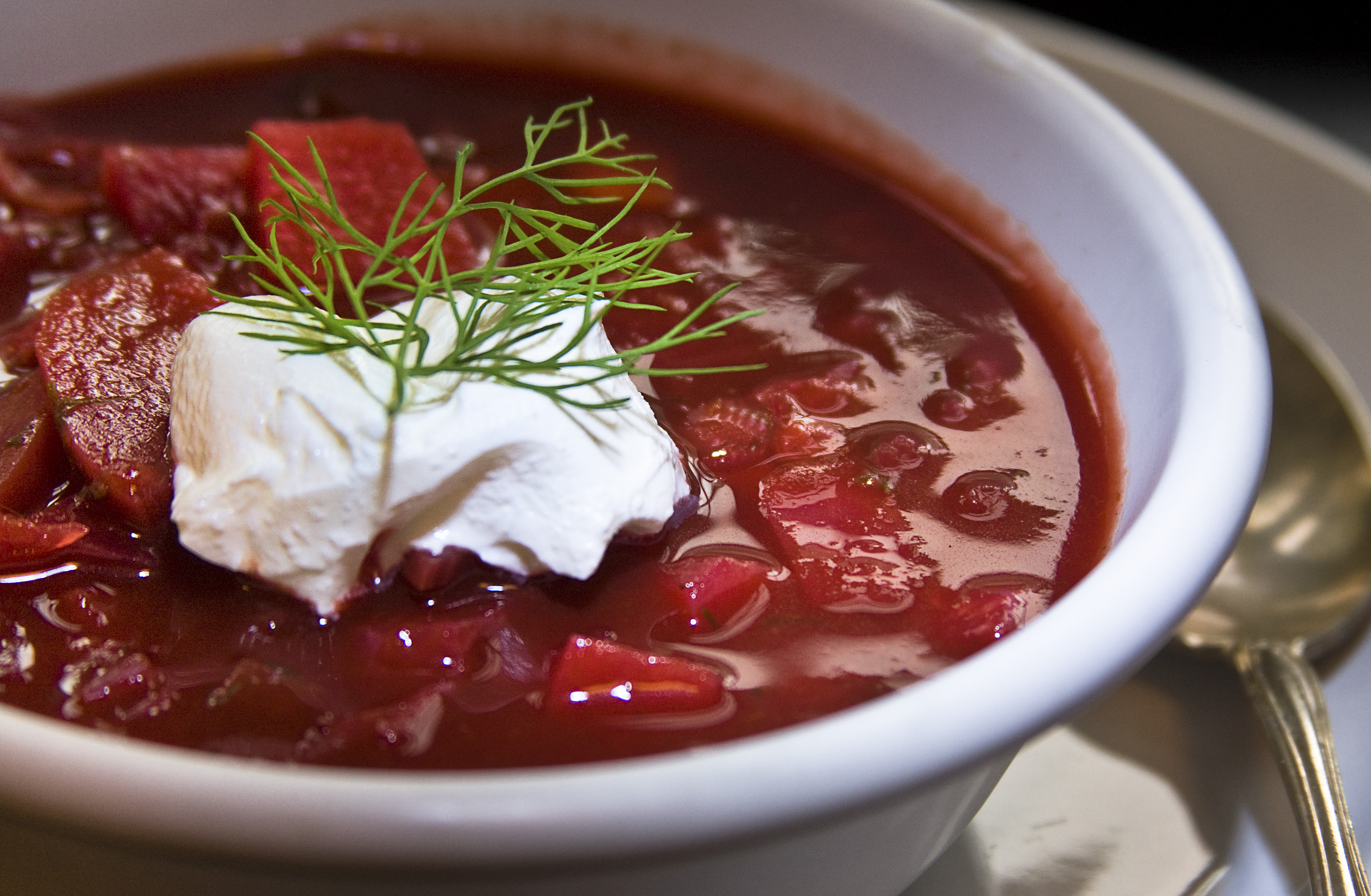
ボルシチ

- シチー（щи） - キャベツのスープ
- ボルシチ（Борщ） - テーブルビート（スヴョークラ）、キャベツなどの野菜と肉を煮込み各種調味料で味付けしたウクライナ料理のスープ。ロシアでもよく食される
- ウハー（уха） - 魚スープ
- オクローシカ（окрошка） - 野菜と肉を刻み、クワスを加えた冷製スープ
- ソリャンカ（Соля́нка） - 肉や魚のスープ
- ラッソーリニク（рассольник） - ピクルスのスープ
- ガルショーク（горшок） - ロシアの壷焼き。深めの陶器にあらかじめ火を通した食材を入れ、パン生地で蓋をしてオーブンで蒸し焼きにするもの。

### 肉・魚料理

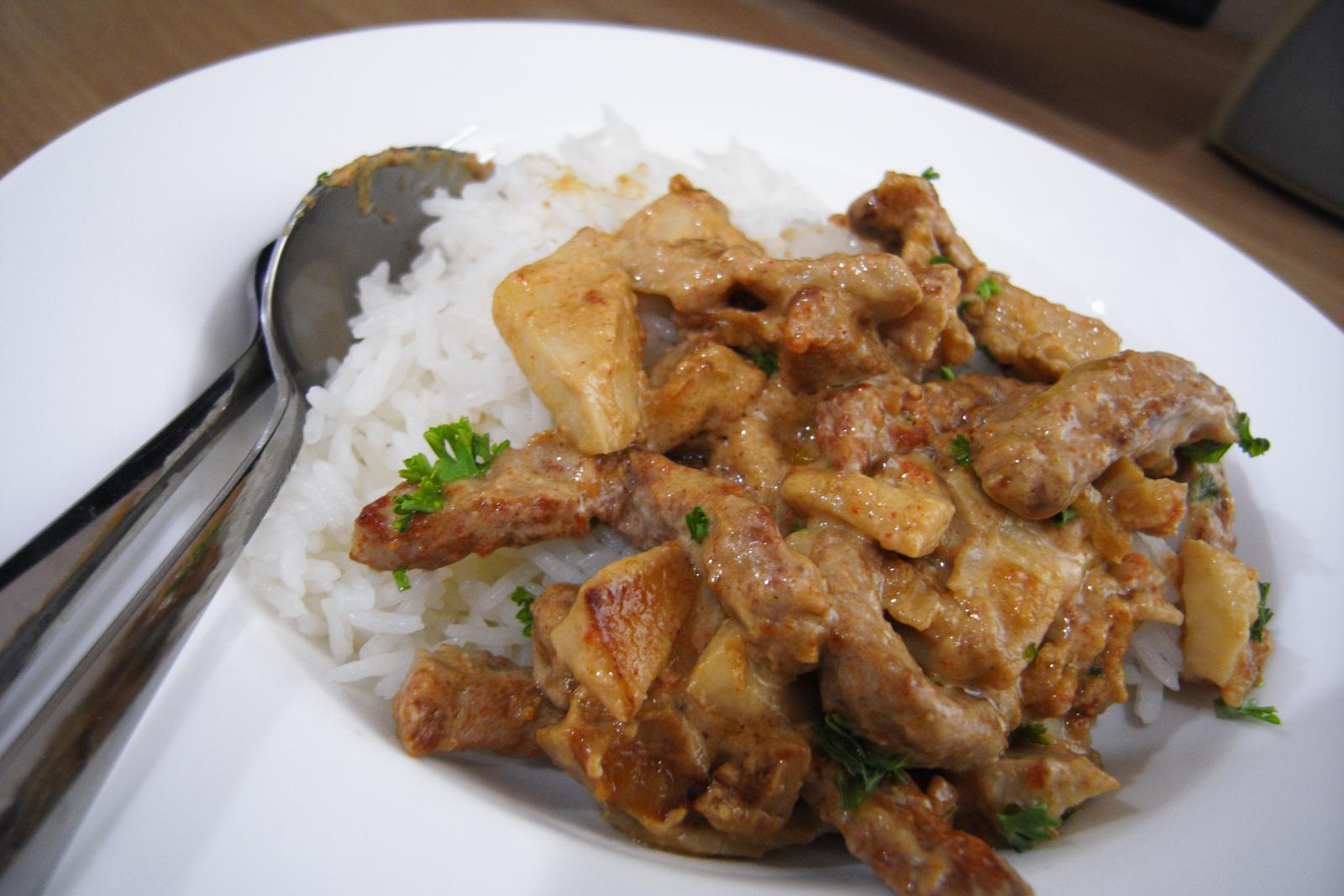
ビーフストロガノフ・ライス添え

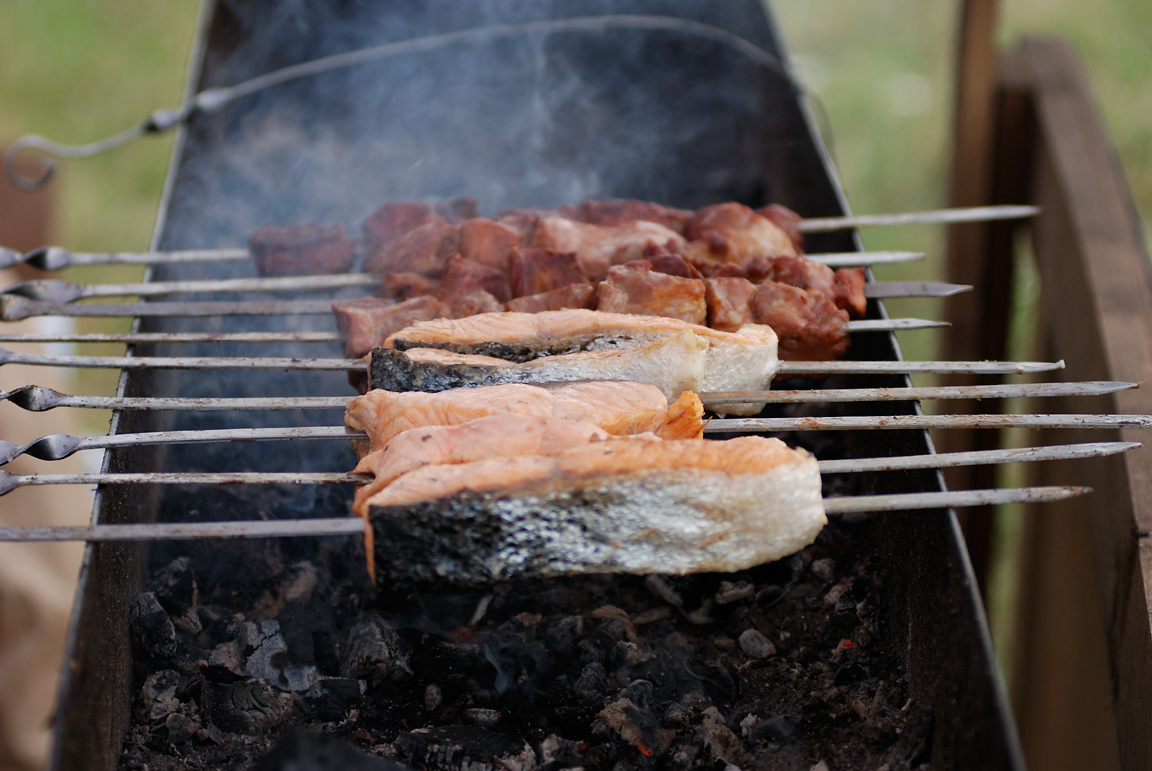
シャシリク

- ビーフストロガノフ（бефстроганов） - 牛肉の薄切りをスメタナのソースで和えた料理
- コトレータ（котлета） - カツレツ。野菜のコトレータもある
- シャシリク（шашлык） - 肉の串焼き。カフカースや中央アジアの諸民族の伝統料理
- フォルシュマーク（форшмак） - 刻みニシンにマッシュポテト・タマネギのみじん切りを加えて焼いた料理
- キシュカ（Кишка） - 血や穀物を用いたソーセージ

### 野菜料理
- ガルブツィー（голубцы） - ロールキャベツ

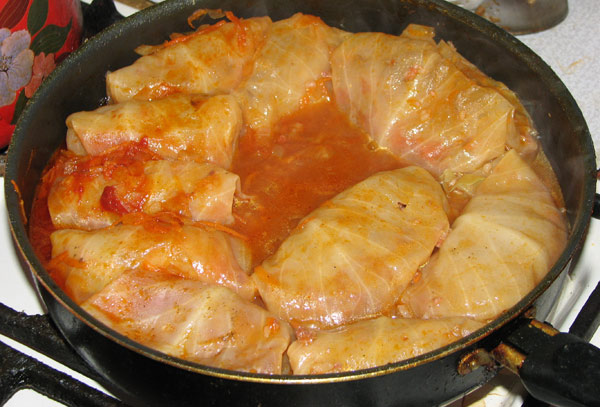
ガルブツィー

- サラートオリヴィエ（сала́т Оливье́） - ポテトサラダ

### サラダ
- サラートオリヴィエ

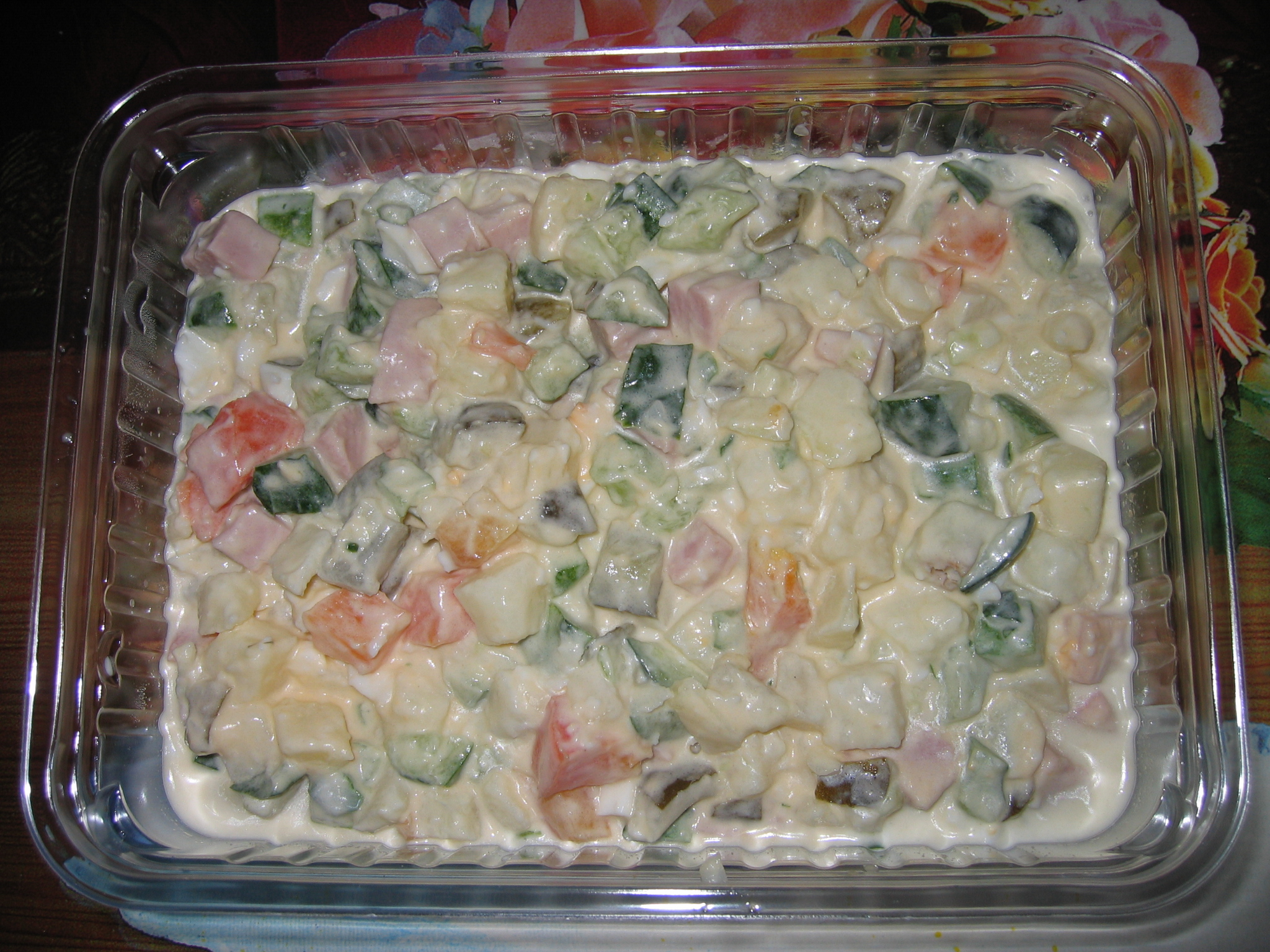
サラート・オリヴィエ（ロシア風ポテトサラダ）

- ヴィネグレット（Винегрет）- テーブルビート、ジャガイモ、ピクルス、タマネギを角切りにして植物油と酢で和えたサラダ
- セリョートカ・バト・シューバ（Селёдка под шубой） - 主たる材料であるニシンを、野菜やマヨネーズで作った層で覆ったサラダ[1]

### パン

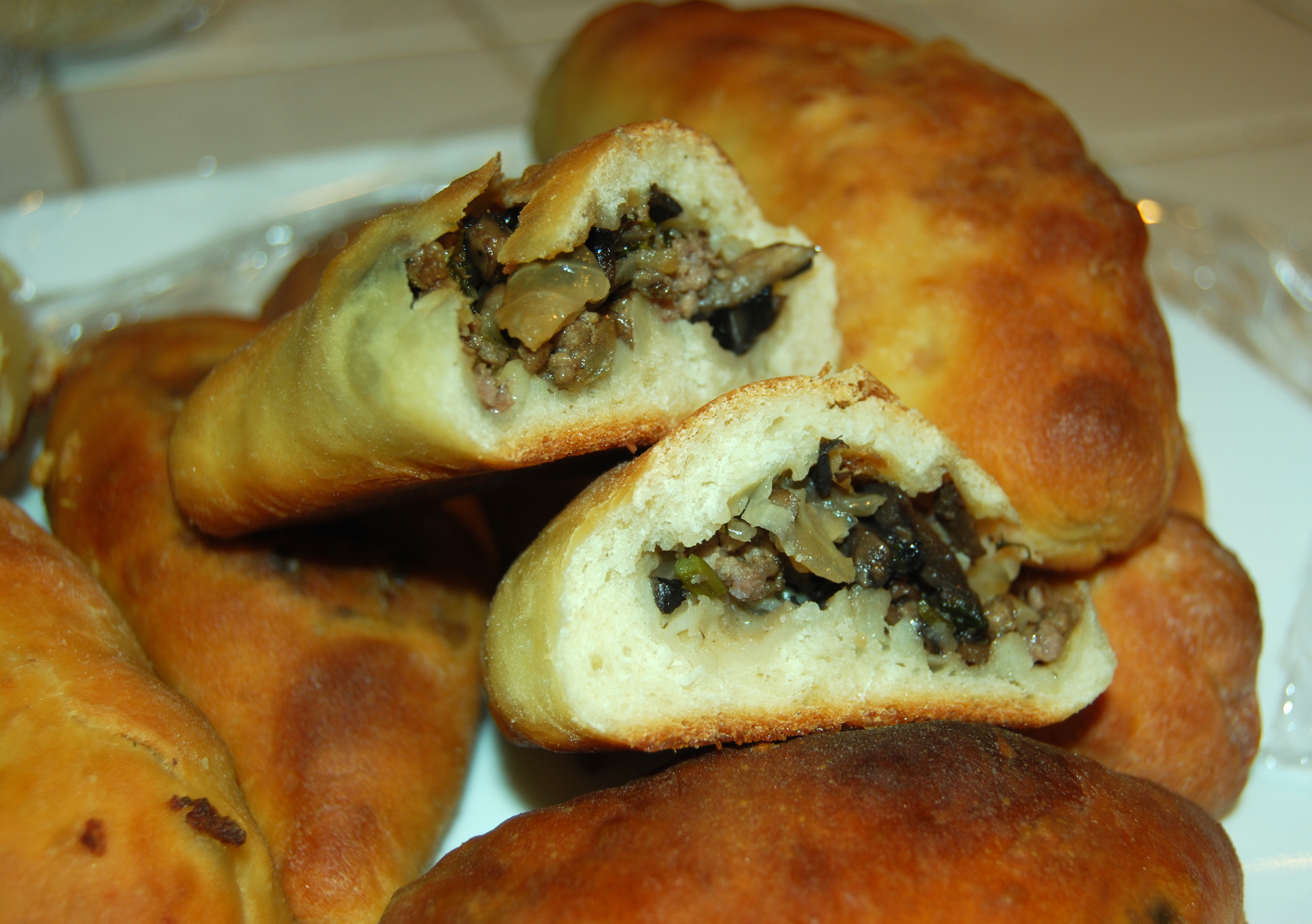
ピロジュキ

パンはロシアでは『フリェープ』（Хлеб）と総称される
- ピロシキ（пирожки） - 小型のパイ
- チェブレキ（чебурек） - 揚げたミートパイ。クリミア・タタール人の伝統料理
- スーシュカ (су́шка) - 菓子パン。形状はベーグルに類似する
- 黒パン
- カラチ（ロシア語版、英語版） (Калач)
- レピョーシカ (Лепёшка)

「パンと塩」（Bread and salt）も参照

### 粉物料理
- ペリメニ（пельмень） - 水餃子に似たダンプリング。シベリア起源。
- ブリヌイ （блины、ブリン） - クレープ
- カーシャ（каша） - 粥
- オラディ (оладьи) - 小ぶりで厚みのあるパンケーキ

### 飲み物
- ウォッカ（водка、ヴォトカ） - ライ麦その他から製造される蒸留酒
- クワス（квас） - ライ麦と麦芽を発酵させてつくる微アルコール性飲料
- キセリ（кисель） - 葛湯の様なとろみのある果汁（ジュース）
- バルティカ（ロシア語版）（Балтика） - ロシアのビールの一つ。同類の商品におけるブランドでもある
- タプリョーナエ マラコー（ロシア語版） - 低温で長時間茹でた牛乳
- カンポット（Компот） ‐ 果物を砂糖水に漬けた飲み物。冬は温かくして飲まれる。
- 紅茶

### デザート・スイーツ

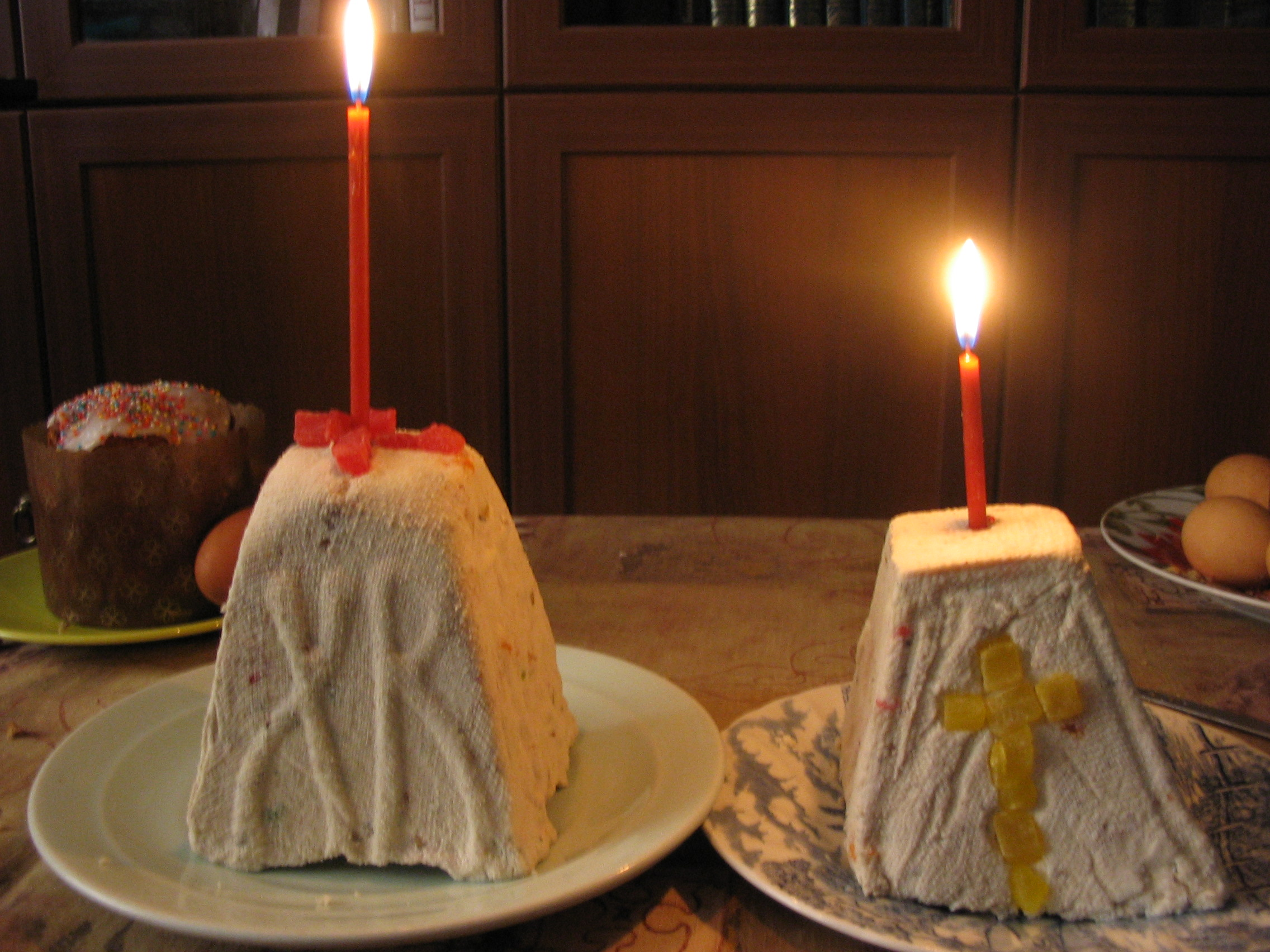
パスハ

- パスハ（пасха） - フレッシュチーズで作る復活大祭の菓子
- ババ（Ба́ба） - ケーキ。ロシアにおいては一般的な焼き菓子として知られる
- シャルロートカ（Шарлотка） - ロシア風シャルロット
- クリーチ（кулич）
- シローク（сырок）
- プリャーニク（пряник） - ジンジャーブレッドの一種

## ロシア料理の食材
- スヴョークラ - テーブルビート
- キャビア - 「黒いイクラ」
- イクラ - 魚卵。日本でいうイクラは「赤いイクラ」、キャビアは「黒いイクラ」
- スメタナ - サワークリームの一種
- クヴァシェンナヤ・カプースタ - 乳酸発酵させたキャベツ。ザワークラウトと同じ。